# Joseph Kesselring
Pour les articles homonymes, voir Kesselring.
Joseph Otto Kesselring né le 21 juin 1902 à New York et mort le 5 novembre 1967 à Kingston est un auteur dramatique américain.

## Biographie et parcours de l'auteur
Après avoir enseigné la musique à l’Université Bethel de Newton dans le Kansas et dirigé sa troupe de théâtre, Joseph Kesselring décide de se consacrer à l’écriture de pièces. Il en écrira au total douze. Sa première pièce, Aggie Appleby, Maker of Men (1933), se joue sans grand succès. There’s Wisdom in Women (1935) et Cross-Town (1935) ne recueillent pas davantage l’attention du public. Il faudra attendre que les producteurs Howard Lindsay et Russel Crouse reçoivent Bodies in Our Cellar, s’aperçoivent du potentiel comique de la pièce et décident de transformer le mélodrame initial en farce, en l’intitulant Arsenic et vieilles dentelles.

## Arsenic et vieilles dentelles: résumé de la pièce, postérité, adaptations...
Au centre de l’histoire se trouvent deux pieuses et charitables vieilles demoiselles très respectées à Brooklyn, Abby et Martha Brewster, qui considèrent l’assassinat comme une philanthropie. Au moment où Mortimer, jeune premier, vient annoncer son projet de mariage à ses deux tantes, il découvre avec stupeur leur hobby et prend conscience de leur folie : offrant l’hospitalité à des pauvres gens, elles les empoisonnent pour abréger leur souffrance sur Terre. Leur frère Teddy, un gentil fou jouant du clairon et se prenant pour le président Roosevelt, les aide dans leur œuvre généreuse. Onze corps sont ainsi enterrés dans leur cave et un douzième attend son tour. Faisant appel à tout son sang-froid, Mortimer souhaite prendre les choses en main, ramener à la raison ses vieilles tantes. L’arrivée de son frère Jonathan, dangereux criminel psychopathe en fuite, l’en empêche. Ce dernier espère trouver refuge chez ses tantes, avec son complice, un chirurgien alcoolique…
Arsenic and Old Lace est créée à Broadway le 10 janvier 1941, au Fulton Theatre, avec Josephine Hull et Boris Karloff (le créateur du rôle du monstre créé par le Dr. Frankenstein dans le film de James Wale). C’est un triomphe. La pièce tiendra l’affiche 1444 représentations, elle entre dans le livre des records des pièces les plus jouées à Broadway. Elle part pour Londres et s’installe au Strand Theatre le 23 décembre 1942, où, malgré le blitz, elle demeure sans discontinuer jusqu’en 1946.
L’adaptation de Pierre Brive et Albert Willemetz est représentée en France pour la première fois, le 27 septembre 1945, à L’Athénée. Pour Jean Tardieu, « Arsenic et vieilles dentelles paraît être à la littérature criminelle américaine, ce que Don Quichotte est au roman de chevalerie, une parodie et une critique, annonçant peut-être la fin d’un genre ».
En 1944, Frank Capra offre une version cinématographique de la pièce, avec Cary Grant et Josephine Hull. Vision burlesque de la mort, le film fut, sans doute grâce à ses effets cathartiques à une époque pour le moins troublée, un énorme succès. Il assura la postérité à Joseph Kesselring et aux deux sœurs Brewster.
Il existe des différences tenant aux liens des personnages entre la pièce américaine, son adaptation française et le film.
À noter que la série télévisée britannique Chapeau melon et bottes de cuir a proposé une parodie de la pièce : Homicide et vieilles dentelles (Saison 6, épisode 25, 1969).